# Faurecia
Faurecia (pronuncia IPA: fɔːr'sia) è uno dei maggiori produttori di componentistica per automobili del mondo. La sede aziendale è a Nanterre, Francia.
Tra i suoi clienti annovera: il gruppo Volkswagen, Renault, Nissan, Ford, General Motors, BMW, Daimler, Stellantis, Toyota e Hyundai-Kia.
Il gruppo Stellantis è l'azionista principale e controllante, detenendo circa il 57,4% delle azioni.

## Clienti
Faurecia fornisce numerose case automobilistiche. Qui di seguito le percentuali di fatturato per l'anno 2019:
| Cliente                            | % fatturato |
| ---------------------------------- | ----------- |
| Volkswagen AG                      | 18          |
| Ford                               | 15          |
| Alleanza Renault-Nissan-Mitsubishi | 14          |
| Groupe PSA                         | 13          |
| Fiat Chrysler Automobiles          | 7           |
| Fornitori cinesi                   | 5           |
| General Motors                     | 5           |
| BMW                                | 4           |
| Hyundai Motor Group                | 3           |
| Daimler AG                         | 3           |
| CVE                                | 3           |
| Jaguar Land Rover                  | 2           |
| Altri                              | 8           |